# Бронзовый дронго
Бронзовый дронго (лат. Dicrurus aeneus) — вид птиц семейства дронговые. Бронзовые дронго обитают в лесах Индийского субконтинента и Юго-Восточной Азии. Они ловят насекомых, летающих в тени полога леса, совершая воздушные вылазки со своих насестов.

## Описание
Бронзовый дронго несколько меньше черного дронго. Хвост тонкий и раздвоенный, внешние рулевые перья слегка расширяются наружу. У неполовозрелых особей кончики подмышечных впадин белые. Молодые птицы более тусклая и коричневатая, с меньшим количеством блесток. 

## Распространение
Бронзовый дронго встречается в Западных и Восточных Гатах Индии и нижних Гималаях от западного Уттаранчала на восток до Индокитая и Хайнаня, Малайского полуострова, Суматры и северного Борнео. Номинативный подвид обитает в Индии, его ареал простирается до северной части Малайского полуострова.

## Среда обитания
Обычно встречается во влажных широколиственных лесах, обитает исключительно в лесных районах.

## Поведение
Бронзовые дронго встречаются поодиночке или группами размером в 2-3 особи. Они очень хорошо имитируют крики многих других видов птиц, что характерно для многих видов дронго. Эти птицы нападают на гораздо более крупные виды, если их гнездо или детеныши находятся под угрозой.

## Питание
Они активно добывают насекомых под пологом леса, совершая воздушные вылазки. Иногда они присоединяются к смешанным группам кормящихся птиц. 

## Размножение
Сезон размножения бронзового дронго продолжается с февраля по июль. Три или четыре яйца от розоватого до коричневатого откладываются в чашевидное гнездо на дереве. Яйца темнее на широком конце и часто имеют мутные пятна. 